# Albons
Albons è un comune spagnolo di 534 abitanti situato nella comunità autonoma della Catalogna.

## Storia
Il luogo e la sua chiesa appaiono documentati a partire dal XII secolo nelle forme Alburnos, Alburnis e Albornis. Il castello del villaggio è citato in documenti del XIII secolo. Al principio del XIV secolo il conte di Empúries, Ponç V iniziò a fortificare il villaggio.